# NGC 5923
NGC 5923 (również PGC 54780 lub UGC 9823) – galaktyka spiralna z poprzeczką (SBbc), znajdująca się w gwiazdozbiorze Wolarza. Jest to galaktyka z aktywnym jądrem typu LINER.
Prawdopodobnie odkrył ją 1 maja 1828 roku John Herschel. Według nowszych ustaleń, być może jeszcze wcześniej obserwował ją jego ojciec, William Herschel, którego obserwacja z 9 kwietnia 1787 roku została skatalogowana pod numerem NGC 5922.